# タランとリールの城
『タランとリールの城』（タランとリールのしろ、英語原題：The Castle of Llyr）は、ロイド・アリグザンダーが著したファンタジー小説。1966年刊行。「プリデイン物語」全5部作の第3巻。
タランが好意を抱き始めていた仲間のエイロヌイが自分の国、モーナ島に帰ってしまう。そこで起きるアクレンの陰謀。エイロヌイを無事助けることができるか、タランの冒険。

## 主な登場人物
- タラン
- エイロヌイ
- フルダー・フラム
- ギディオン
- ルーン
- ルーズルム
- マグ
- アクレン